# قاذف الأوراق
قاذف الأوراق أو قاشط الأوراق (الاسم العلمي: Sclerurus)، جنس طيور من فصيلة الفرنارية. أعطانها في المكسيك وأمريكا الوسطى وأمريكا الجنوبية.